# Comuna Vârfurile, Arad
Vârfurile (în maghiară: Halmágycsúcs) este o comună în județul Arad, Crișana, România, formată din satele Avram Iancu, Groși, Lazuri, Măgulicea, Mermești, Poiana, Vârfurile (reședința) și Vidra.

## Demografie
Componența etnică a comunei Vârfurile
     Români (95,73%)
     Alte etnii (0,4%)
     Necunoscută (3,87%)
Componența confesională a comunei Vârfurile
     Ortodocși (90,12%)
     Baptiști (3,34%)
     Alte religii (2,27%)
     Necunoscută (4,27%)
Conform recensământului efectuat în 2021, populația comunei Vârfurile se ridică la 2.246 de locuitori, în scădere față de recensământul anterior din 2011, când fuseseră înregistrați 2.715 locuitori. Majoritatea locuitorilor sunt români (95,73%), iar pentru 3,87% nu se cunoaște apartenența etnică. Din punct de vedere confesional, majoritatea locuitorilor sunt ortodocși (90,12%), cu o minoritate de baptiști (3,34%), iar pentru 4,27% nu se cunoaște apartenența confesională.

## Politică și administrație
Comuna Vârfurile este administrată de un primar și un consiliu local compus din 11 consilieri. Primarul, Radu-Tiberiu Giurgelea[*], de la Partidul Național Liberal, este în funcție din 2004. Începând cu alegerile locale din 2024, consiliul local are următoarea componență pe partide politice:
|  | Partid                          | Consilieri | Componența Consiliului | Componența Consiliului | Componența Consiliului | Componența Consiliului |
|  | ------------------------------- | ---------- | ---------------------- | ---------------------- | ---------------------- | ---------------------- |
|  | Partidul Social Democrat        | 4          |                        |                        |                        |                        |
|  | Partidul Național Liberal       | 4          |                        |                        |                        |                        |
|  | Alianța pentru Unirea Românilor | 2          |                        |                        |                        |                        |
|  | Uniunea Salvați România         | 1          |                        |                        |                        |                        |

## Atracții turistice
- Biserica de lemn din satul Vidra, construită în anul 1724, monument istoric
- Munții Zărandului
- Munții Codru-Moma
- Munții Bihorului